# Достојно јест
Достојно јест (грч. Ἄξιόν ἐστίν, црсл. Достойно есть) је литургијско појање у православном хришћанству. 
Према предању, настала је за време патријарха Николе Хрисоверга (983—996). Једне ноћи монах је читао канон Богородици и певао Честњејшују у ћелији манастира Пантократора званој сада „Достојно јест“. Старац његов је отишао на Кареју. Наједанпут се јавио у цркви човек и почео певати: Достојно јест. Та песма била је дотле непозната у цркви. Монах чувши ту песму, био је сав узбуђен, како због садржаја, тако и због дивног појања. "Код нас овако певају," рекао је странац монаху. Монах је хтео да има ту песму написану и донео је једну плочу, на којој је странац прстом исписао песму као по воску. И наједном је нестао. Хришћани верују да је тај странац био архангел Гаврило. Она плоча је пренета у Цариград. Песма достојно јест се и даље користи у цркви у току службе.
Српска православна црква слави овај празник 11. јуна по црквеном, а 24. јуна по грегоријанском календару.